# Ilema altichalana
Ilema altichalana is een donsvlinder uit de familie van de spinneruilen (Erebidae). De wetenschappelijke naam van de soort is voor het eerst geldig gepubliceerd in 1999 door Holloway.